# Waldsiedlung (Elsnig)
Waldsiedlung ist ein Ortsteil der Gemeinde Elsnig im Landkreis Nordsachsen in Sachsen.

## Lage
Die Waldsiedlung liegt nordwestlich der Gemeinde Elsnig und westlich der Bundesstraße 182 am östlichen Waldrand des Sperrgebietes EBV Vogelgesang. Dieses ist auch die östliche Grenze der Dübener Heide. Zwischen der Bundesstraße und dem Ostrand der Waldsiedlung liegt die Trasse der stillgelegten Bahnstrecke Pratau–Torgau. Östlich der Bundesstraße beginnt die Elbaue mit ihren Wiesen und Altarmen sowie der Zufluss der Weinske in den Strom. In diesem ländlichen Raum schließt die Gemeinde Elsnig östlich der Bundesstraße an.

## Geschichte
Ab 1930 wurde die Siedlung als Wohnstätte für Mitarbeiter der Elsniger WASAG-Munitionsfabrik errichtet und 1936 bezogen. Nach dem Zweiten Weltkrieg begann die Demontage in dem Gelände der WASAG, die aber nie vollendet wurde. Die Nationale Volksarmee der DDR nutzte den Rest der alten Anlage. Bis heute ist es Sperrgebiet als Zwischenlager für Altmunition. An der Zufahrt zur  Wohnsiedlung entstand zu Zeiten der DDR ein Landtechnikbetrieb.